# Síndrome do impostor
A síndrome do impostor, fenômeno do impostor ou síndrome da fraude, é um fenômeno pelo qual pessoas capacitadas sofrem de uma inferioridade ilusória, achando que não são tão capacitados assim e subestimando as próprias habilidades, chegando a acreditar que outros indivíduos menos capazes também são tão ou mais capazes do que eles. Não se trata de uma desordem psicológica reconhecida oficialmente, mas ela tem sido o assunto principal de vários livros e ensaios por psicólogos e educadores. Pode ser vista como o oposto do Efeito Dunning-Kruger, em que as pessoas não conseguem ver as suas próprias incompetências.
As pessoas que sofrem deste tipo de síndrome, de forma permanente, temporária ou frequente, parecem incapazes de internalizar os seus feitos na vida. Não importando o nível de sucesso alcançado em sua área de estudo ou trabalho, ou quaisquer que sejam as provas externas de suas competências, essas pessoas permanecem convencidas de que não merecem o sucesso alcançado e que de fato são meras fraudes.
As provas de sucesso são desmerecidas como resultado de simples sorte ou de se ter encontrado no lugar certo na hora certa, ou com uma crença que a própria inteligência e habilidades foram superestimadas.
Há estudos mostrando que esta síndrome é mais comum entre mulheres, especialmente mulheres bem sucedidas em profissões tipicamente ocupadas por homens. Outros, no entanto, revelam que ela incide em um igual percentual de homens. É comumente encontrada no mundo acadêmico, especialmente entre estudantes de pós-graduação.

### Os diferentes tipos
Existem várias variações ou tipos dessa síndrome, cada uma com suas próprias características distintas. Aqui estão cinco tipos com uma breve descrição:
1. Perfeccionista: Pessoas que experimentam este tipo de síndrome do impostor definem-se por estabelecer padrões extremamente altos para si mesmas. Eles têm dificuldade em aceitar qualquer coisa menos do que a perfeição e frequentemente se veem como falhando, mesmo quando alcançam sucesso.
2. Supermulher/homem: Este tipo de síndrome do impostor é comum entre aqueles que se sobrecarregam com múltiplos papéis e responsabilidades. Eles sentem que precisam ser excepcionais em todas as áreas de suas vidas - carreira, família, relacionamentos - e podem experimentar ansiedade e estresse significativos ao tentar equilibrar tudo.
3. Gênio natural: Indivíduos que se identificam com este tipo de síndrome do impostor acreditam que devem ser naturalmente talentosos e não precisam de esforço para ter sucesso. Quando encontram desafios que exigem trabalho árduo ou enfrentam fracassos, podem duvidar de suas próprias habilidades e se sentir como fraudes.
4. Expertise específica: Este tipo de síndrome do impostor ocorre quando alguém se sente confiante em uma área específica de sua vida, mas duvida de suas habilidades em outras áreas. Eles podem se sentir inseguros ao se aventurarem fora de sua zona de conforto e podem temer ser descobertos como incompetentes.
5. Solitário: Indivíduos que experimentam esse tipo de síndrome do impostor tendem a se sentir isolados e incapazes de se conectar com os outros. Eles podem acreditar que são os únicos que se sentem dessa maneira e podem evitar buscar apoio ou compartilhar suas preocupações com outras pessoas.

É importante reconhecer que esses tipos de síndrome do impostor não são mutuamente exclusivos, e uma pessoa pode experimentar uma combinação de várias características. 

### Citações
1. ↑  Fehlhaber, Kate; Fernanda Sucupira (tradução) (2 de junho de 2017). «O que os sabe-tudo não sabem, ou a ilusão da competência». Nexo Jornal. Consultado em 3 de junho de 2017
2. ↑  Carrasco, Daniela (7 de abril de 2014). «7 sinais de que você é uma das vítimas da síndrome do impostor». Brasil Post. Consultado em 11 de Abril de 2014
3. ↑  Toledo, Edson. «Síndrome do impostor: tendência do indivíduo não se considerar responsável por resultados positivos que obteve, atribuindo-os às circunstâncias externas». Consultado em 11 de Abril de 2014
4. 1 2  Laursen, Lucas (15 de fevereiro de 2008). «No, You're Not an Impostor». Science Careers
5. ↑  «Superando a Síndrome do Impostor». 22 de janeiro de 2024. Consultado em 25 de fevereiro de 2024